# 木府

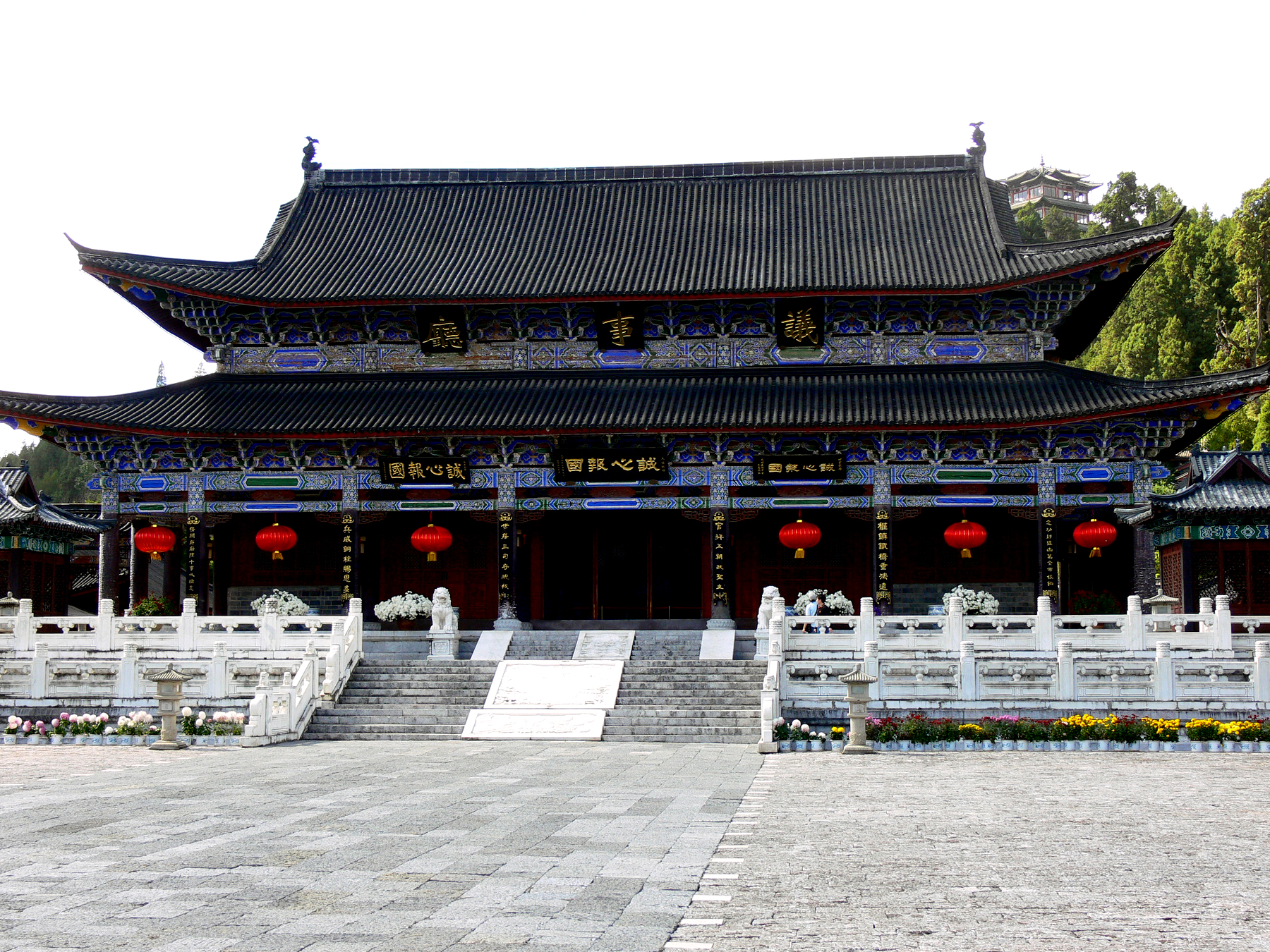
木府议事厅

木府，位于云南省丽江市古城区大研街道光义街官院巷49号，地处丽江古城内，狮子山下。木府原为明代木氏土司府衙署，大部分建筑在清末毁于战乱，1999年恢复重建，并设立丽江古城博物院。现占地46亩，中轴线长369米。2012年公布为第二批丽江市文物保护单位。

## 历史
木府始建于明洪武十五年（1382年），万历年间又新建忠义坊、玉音楼、寿星楼。据史书记载，木氏土司修建木府时，学习了汉族中央王朝的对称，庄严的建筑风格。今天看到的木府有些类似微缩版的北京故宫。崇祯十二年（1639年），徐霞客游至丽江时，曾在其游记中描述木氏土司府“宫室之丽，拟于王者”。
清顺治四年（1647年）流寇刘文秀残部窜逃至丽江，掠走木府的大量财物和敕诰。
咸丰十年（1860年），在云南回变中，杜文秀攻占丽江，木府的大部分建筑在战火中被焚毁。
清光绪年间，木氏后人在土司府遗址上重修了住宅部分，但规模很小，只有三进院落。
文化大革命中，木府再次遭到严重破坏，之前幸存的忠义石牌坊也被毁。
1996年，丽江发生大地震，以此为契机，当地政府先后筹得约5,860万元资金（其中世界银行贷款3,360万元）用于重建木府，并设立丽江古城博物院，1999年2月2日竣工。

## 建筑
重建后的木府中轴线上依次排列着照壁、金水桥、忠义坊（石牌坊）、仪门、正殿（议事厅）、万卷楼、后殿（护法殿）、光碧楼、玉音楼、三清殿，两侧又有各式亭台楼阁。
- 议事厅，端庄宽敞，气势恢弘，是土司议政之殿；
- 万卷楼，集2000年文化遗产之精粹，千卷东巴经，百卷大藏经，六公土司诗集，众多名士书画；
- 护法殿，又称后议事厅，是土司议家事之殿；
- 光碧楼，乃后花园门楼，史称其建筑“称甲滇西”；
- 玉音楼，是接圣旨之所和歌舞宴乐之地；
- 三清殿，是木氏土司推崇道家精神的产物。[來源請求]

## 影劇拍攝
- 2008年香港TVB无线电视古装电视剧《少年四大名捕》，即以木府议事厅權充宋朝皇宫来拍摄。
- 2002年電視劇《錢王》
- 2012年電視劇《木府風雲》